# ХСК Граджански
ХШК Граджански (на хърватски: HŠK Građanski Zagreb) е бивш хърватски и югославски футболен клуб от Загреб. Трикратен шампион на Хърватия, петкратен шампион на Югославия.

## История
Клубът е основан на 26 април 1911 г. През 1912 г. Граджански става бронзов медалист на първото (и последно за много години) първенство в Хърватия. От 1923 г. до 1940 г. играе в шампионата на Кралство Югославия, и е пет пъти шампион през 1923 г., 1926 г., 1928 г., 1936/37 и 1939/40. Три пъти представя Югославия в турнира за Купа Митропа през 1928, 1937 и 1940 г. По време на Втората световна война, Граждански играе в първенството на Независима хърватска държава и става шампион през сезон 1943. След Втората световна война в клуба, както и в основните му съперници - ХШК Конкордия и ХАШК, настъпват промени. Всички те са разформировани и на тяхна основа е създаден Динамо Загреб.

## Успехи
- Първа лига (Югославия)
  - Шампион (5): 1923, 1926, 1928, 1936/37, 1939/40[1]

- Първа лига на Хърватия
  - Шампион (3): 1940, 1941, 1943

- Купа на Хърватия
  - Носител: 1941